# Xã Eleven Point, Quận Randolph, Arkansas
Xã Eleven Point (tiếng Anh: Eleven Point Township) là một xã thuộc quận Randolph, tiểu bang Arkansas, Hoa Kỳ. Năm 2010, dân số của xã này là 277 người.